# آرامگاه پیر ابوالعراق
مقبره پیرابو العراق مربوط به اواخر دوره صفوی است و در ۳ کیلومتری جاده خور، براک، نرسیروستای به شهرک صنعتی واقع شده و این اثر در تاریخ ۱۹ مرداد ۱۳۸۴ با شمارهٔ ثبت ۱۲۷۳۸ به‌عنوان یکی از آثار ملی ایران به ثبت رسیده است.